# Nikolaj Šestakov
Nikolaj Šestakov (rusky Никола́й Парфи́рьевич Шестако́в; 1954 – 1978) byl sovětský sériový vrah a násilník, který pracoval jako řidič kamionu.

## Život
V roce 1975 zabil 12 dívek a žen a pokusil se zabít další čtyři. Všechny oběti byly znásilněny a zabity na autobusových zastávkách údery do hlavy těžkým kovovým předmětem, obvykle kovářským kladivem. Šestakov, který byl opilý, ukradl jejich cennosti a těla vyhodil na skládku. Měl také dva komplice: Andreje Vladimiroviče Šuvalova (nar. 1957), který byl zatčen v listopadu 1975, a jeho bratra Vladimira, kterému bylo v té době 16 let. Většina jeho zločinů byla spáchána v Ljubereckém okrese Moskevské oblasti, přičemž k některým vraždám došlo v Balašichinském okrese.
12. března 1976 byl Šestakov zatčen agenty, když plánoval spáchat další trestný čin. Během zatýkání mu bylo zabaveno kovářské kladivo. Na jeho oblečení a v kabině nákladního auta byly nalezeny vzorky krve obětí. Během konvoje k soudu se mu podařilo uprchnout, ale brzy byl zadržen v bytě známého.
Psychiatrické vyšetření ukázalo, že je duševně zdravý. Byla mu diagnostikována psychopatie. Během soudního procesu se Šestakov a jeho komplicové jen stěží vyhnuli veřejnému lynčování. V roce 1977 soud odsoudil Nikolaje Šestakova k trestu smrti, zatímco Andrej Šuvalov a Vladimir Šestakov byli odsouzeni k 15, respektive 4 letům vězení. Nikolaj Šestakov byl v roce 1978 popraven zastřelením.
V době zatčení byl ženatý a měl syna.